# Alifushi
Alifushi (malediw. އަލިފުށި) – wyspa na Malediwach, na atolu Raa; według danych szacunkowych na rok 2014 liczyła 1578 mieszkańców.